# Platostoma coloratum
Platostoma coloratum là một loài thực vật có hoa trong họ Hoa môi. Loài này được David Don miêu tả khoa học đầu tiên năm 1825 dưới danh pháp Plectranthus colorata. Năm 1997 A.J.Paton.
Loài này là bản địa khu vực từ Himalaya tới Vân Nam (Trung Quốc).